# Big Brother Awards
Los Big Brother Awards (Premios Gran Hermano en inglés) premian, a modo de parodia, las organizaciones gubernamentales y del sector privado que han tenido más éxito en amenazar la privacidad. Su nombre viene del personaje llamado «El Gran Hermano» en la novela 1984 de George Orwell.
Estos premios fueron creados por Privacy International y están organizados por distintos colectivos independientes en diversos países.

## Países
Los siguientes países tienen su propia versión de los Big Brother Awards:
- Big Brother Awards (Alemania)
- Big Brother Awards (Australia)
- Big Brother Awards (Austria)
- Big Brother Awards (Bélgica)
- Big Brother Awards (Bulgaria)
- Big Brother Awards (Dinamarca)
- Big Brother Awards (España)
- Big Brother Awards (Estados Unidos)
- Big Brother Awards (Finlandia)
- Big Brother Awards (Francia)
- Bits of Freedom (Holanda)
- Big Brother Awards (Hungría)
- Big Brother Awards (Italia)
- Big Brother Awards (Japón)
- Big Brother Awards (Nueva Zelanda)
- Big Brother Awards (Reino Unido)
- Big Brother Awards (República checa)
- Big Brother Awards (Suiza)

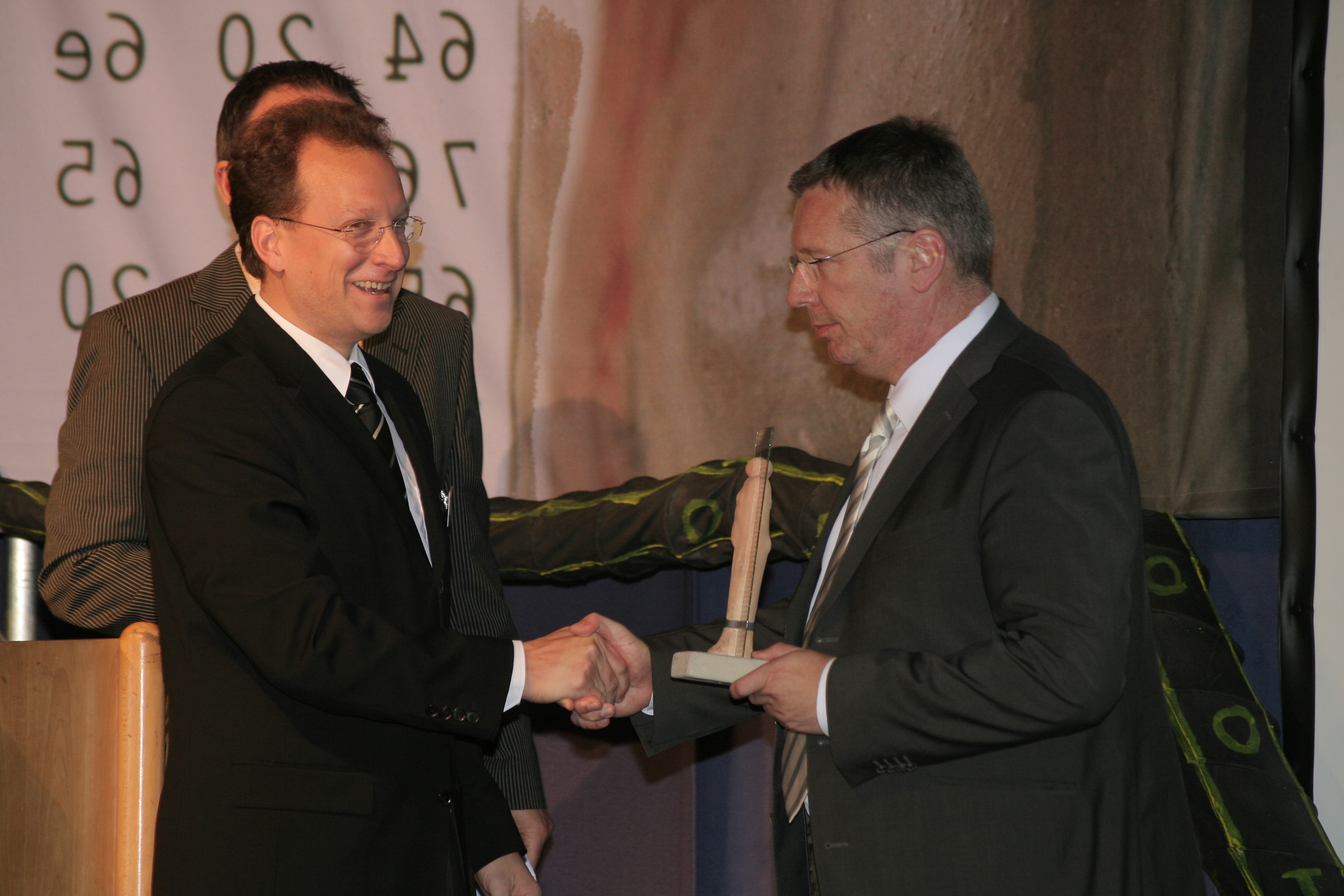
Big Brother Award 2008 (Germany)
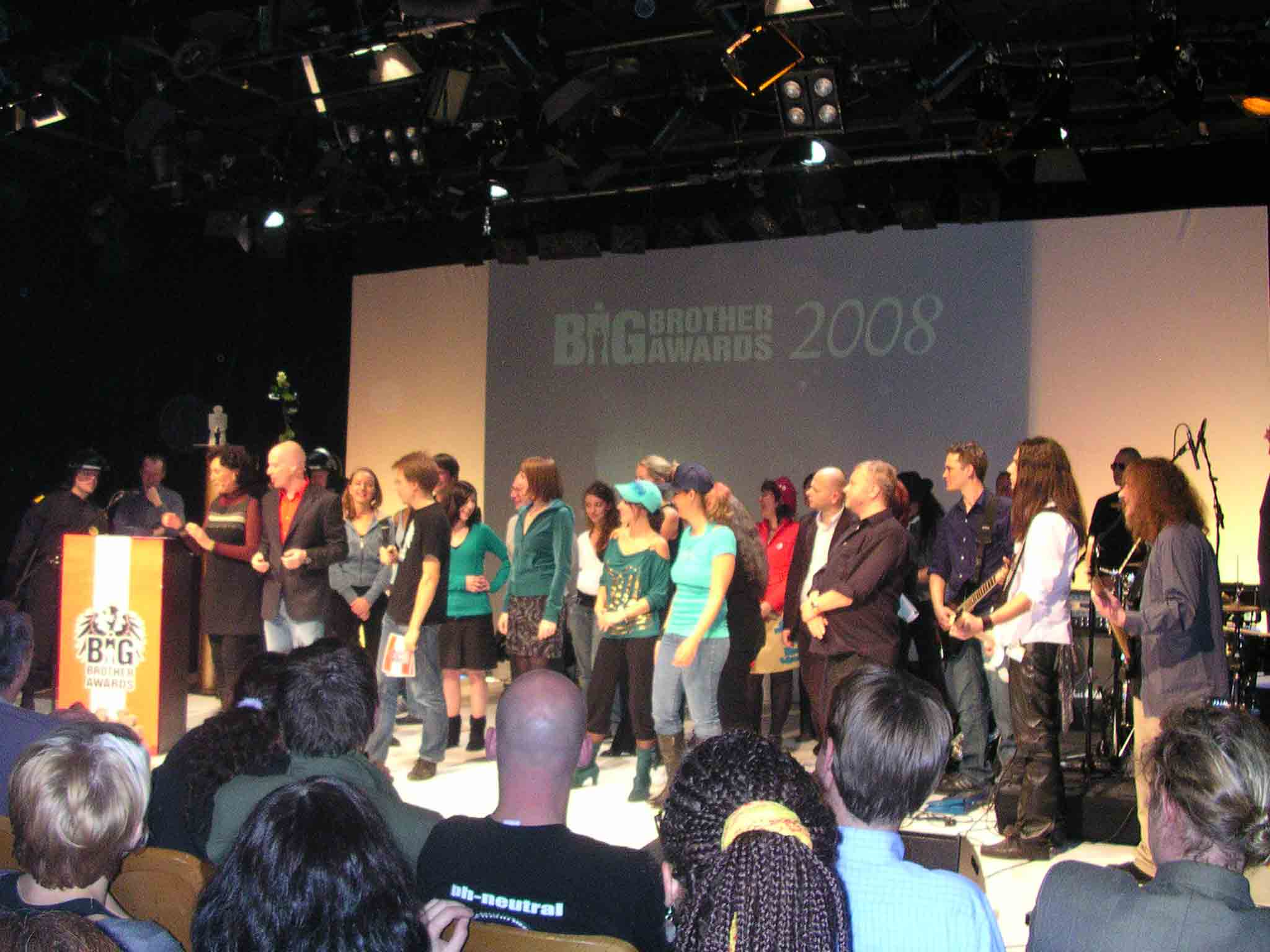
Big Brother Awards 2008 (Austria)
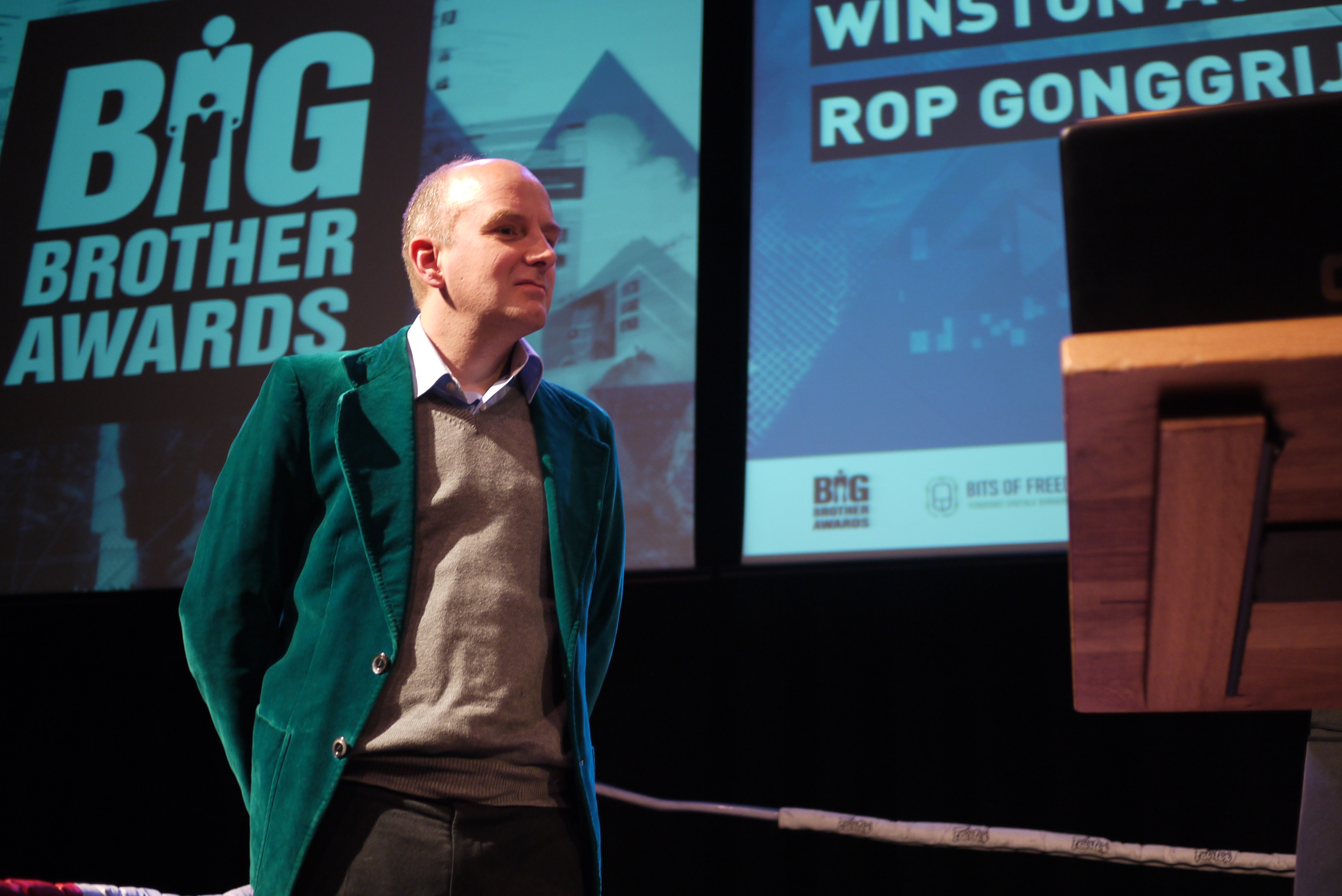
Big Brother Awards 2010 (Netherlands)
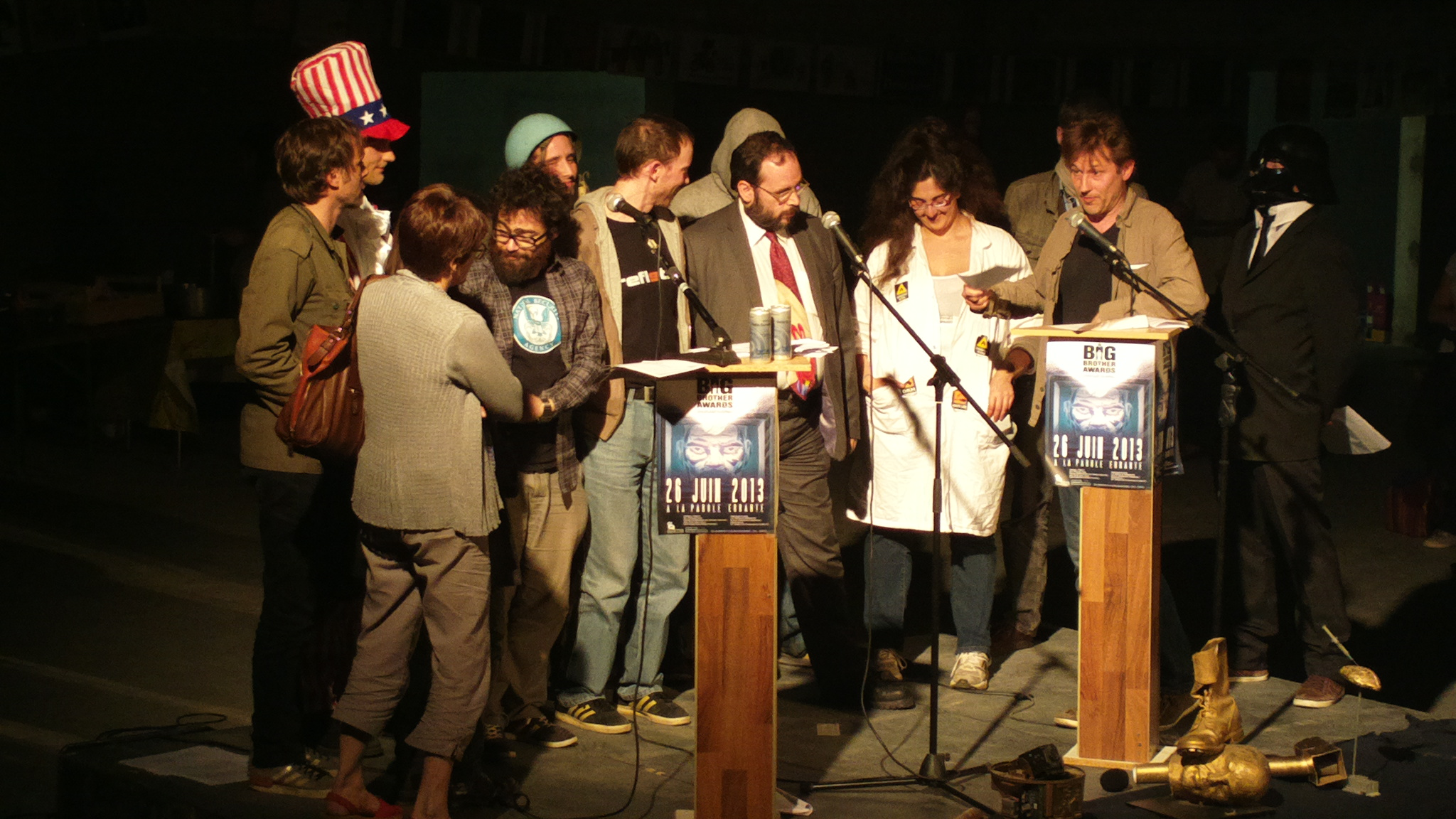
Big Brother Awards 2013 (France)